# Piknik Country (Bydgoszcz)
Piknik Country w Bydgoszczy – cykliczna impreza muzyczna o plenerowo-masowym charakterze, organizowana w Bydgoszczy w latach 1985–1994.

## Charakterystyka
Inicjatorem organizacji imprezy był Stanisław Komuda. Pierwszy Piknik Country odbył się w czerwcu 1985 r. w Leśnym Parku Kultury i Wypoczynku w Myślęcinku. Muzykę country prezentowali m.in. czołowi wykonawcy tego gatunku: Tomasz Szwed i grupa „Poker”. W programie imprezy, mającym charakter festynowo-rekreacyjny znalazły się także popisy jeździeckie, konkurencje strzeleckie, powożenie zaprzęgami i wielobój kowbojski. Przedsięwzięcie uzyskało sukces artystyczny, frekwencyjny i było wspierane w kolejnych latach przez miasto Bydgoszcz i lokalną prasę. 
Na początku lat 90. imprezę przeniesiono do Fordonu (dzielnicy Bydgoszczy sąsiadującej z Wisłą), a główny patronat objęła Fordońska Spółdzielnia Mieszkaniowa. Piknik urządzano w naturalnym amfiteatrze, jakim były jary Zbocza Fordońskiego. W VI edycji imprezy 28 sierpnia 1993 r. brało udział 40 tysięcy widzów. W kolejnym (siódmym) „Pikniku” 27 sierpnia 1994 r. koncerty odbywały się na dwóch scenach, a słuchała je rekordowa liczba widzów. W roli gwiazd wieczoru wystąpili: „Johnny Walkers”, „Drink Bar”, „Colorado”, Paweł Byczkowski z zespołem, zespół z Ostrawy oraz Tomasz Szwed ze swoją grupą. Całość prowadzili red. Ryszard Lewandowski i Stanisław Komuda.
W czasie koncertu doszło do zabójstwa jednego z widzów, 18-letniego Remigiusza Malaka, sprawcy zadali mu kilka ciosów nożem. Wówczas grupa kilkunastu agresywnych młodych mężczyzn zaczepiała publiczność obecną na imprezie, doszło też do dwóch pobić i kradzieży samochodu. Organizatorom zarzucono niedopilnowanie porządku w okolicach estrady, bo niekontrolowany tumult utrudnił dojazd karetce pogotowia.
Dramatyczne wydarzenie było przyczyną zaniechania dalszej organizacji „Pikniku” jako imprezy masowej. Kolejne odsłony imprezy odbywały się ponownie w Myślęcinku, w kameralnej postaci.